# カミッロ・フィリッポ・ボルゲーゼ
スルモーナ公カミッロ・フィリッポ・ルドヴィコ・ボルゲーゼ（Camillo Filippo Ludovico Borghese, 1775年7月9日 - 1832年5月9日）。ナポレオン・ボナパルトの妹ポーリーヌの夫。

## 生涯
ナポレオン支持者であったマルカントニオ4世・ボルゲーゼの嫡子として、ローマで生まれた。1803年、ポーリーヌの2度目の夫となり、義兄によりグアスタッラ公とされた。最初から彼は情熱的であった（妻の裸体画を描くよう依頼した）。結婚生活は次第に、ポーリーヌの絶えない浮気、巨人のアフリカ人奴隷に抱かれて風呂場へ運ばれる、自分の女官を踏み台に使うといった奇行から、崩壊していった。2人は別居したが離婚せず、ポーリーヌは兄に頼んで夫にピエモンテの統治権を与えてもらい、ナポレオンにより囚われの身となったローマ教皇ピウス7世の後見人となった（『カミッロは愚か者だ、誰も彼が私より上手く統治できるとは思っていないよ。』とナポレオンが言ったという）。
ナポレオンは、ボルゲーゼ家の絵画コレクション344点をフランス国家へ売るよう求め、カミッロは私領の遺跡から新しいコレクションを集めた。カミッロは、ポルタ・ピンチアーナにある一族の別荘で趣味に没頭し、ポポロ宮の玄関を新しくしたり芸術コレクションの展示の再構成をしていた。
ナポレオンが没落した後、彼は不器用さを露わにして新たな同盟関係を結び、妻とも遠くないフィレンツェに引っ越し、教皇によって自身の領土を没収されないよう働きかけた（ボナパルト同調者に常に与えられた懲罰）。10年あまりを愛妾と暮らした後、彼は渋々、ポーリーヌとの同居を教皇に説得され受け入れた。それから3ヶ月後、ポーリーヌは癌で亡くなった。彼は亡くなるまで、秘密裡に無駄なナポレオン復活の陰謀を画策し続けた。